# شانا الصفري
شانا صفري ولدت عام 1946 في القدس وتوفيت في 10 فبراير / شباط 2008 ، كانت يهودية أرثوذكسية إسرائيلية.
كانت تعتبر خبيرة في اليهودية الربانية ووقت الهيكل الثاني في القدس ، وخاصة مكان المرأة. كانت أيضا خبيرة في العلاقة بين الكتب المقدسة اليهودية والمسيحية. نشرت العديد من الدراسات بما في ذلك واحدة باعتبارها مؤلف مشارك من مسراده للفيلسوف اليوناني اليهودي فيلون السكندري.

## طفولة
وُلدت شانا صفري لعائلة يهودية أرثوذكسية من شايا صفري، وهي أم فرت من المحرقة في ألمانيا، وشموئيل صفري، وهو حاخام ومؤرخ ديني في الجامعة العبرية في القدس. بوجود عقل نسوي، قام شموئيل بتدريس التوراة والتلمود في شانا، وهو أمر غير مألوف في المجتمع اليهودي الأرثوذكسي في ذلك الوقت.

## تكوين
درست الصفري التاريخ اليهودي واليوناني والتلمود والتاريخ الديني لليونان القديمة في الجامعة العبرية في القدس وفي هارفارد.في عام 1991 ، حصلت على درجة الدكتوراه، بتاطيرمن يهوا اشكناسي من جامعة اللاهوت الكاثوليكية في اوتريخت، على أطروحتها حول وضع ودور المرأة في الهيكل الثاني في القدس..

## الحياة المهنية
الصفري كانت متعلق بأنشطة كليات الدراسات اليهودية من العديد من الجامعات مثل الجامعة العبرية في القدس، جامعة القدس ومعهد شالوم هارتمان. وكانت أيضا عضوا في البحوث المدرسية الشاملة من القدس ومركز بحوث العلاقات اليهودية-المسيحية، كانت أيضا مدير اللجنة الدولية للمرأة اليهودية وهو منذ عام 1992، وهي عضو عامل في المجتمع اليهودي-المسيحي من الكنيسة الإنجيلية اللوثرية في ألمانيا.
في عام 1981، شانا أسست معهد جوديث ليبرمان عن الدراسات اليهودية في القدس وكانت المديرة.
أعطت العديد من الندوات حول التلمود ومن أيديولوجية يهودية في غوته-جامعة فرانكفورت الرئيسية وإلى كنيسة فوبرتال.
بين عامي 1991 و1998، عملت كمساعدة علمية في جامعة أمستردام اللاهوتية الكاثوليكية حيث درست العلاقات بين اليهودية والعهد الجديد، وقادت العديد من المدارس اللاهوتية وكانت رائدة في اللاهوت النسوي.
كونها يهودية أرثوذكسية، فإن مهمتها هي تعزيز تحرير المرأة في دينها. كانت عضوة في كولش، وهي مجموعة من النسويات اليهود الأرثوذكس اللواتي يناضلن ضد الانتهاكات الجنسية الأخرى داخل الأرثوذكسية اليهودية.

## الموت
شانا قضت الأشهر الخمسة الأخيرة من حياته لمكافحة السرطان فيمستشفى هداسا في عين كارم. شانا توفيت عن عمر يناهز 61 عاما.